# Christian Kaddour
Pour les articles homonymes, voir Kaddour.
Christian Kaddour (20 mars 1942 à Thio en Nouvelle-Calédonie - ) est un  athlète français, spécialiste du saut en longueur et du triple saut.
Il remporte la médaille d'or aux championnats du monde militaire (CISM) au saut en longueur à La Corogne en Espagne en 1964, puis il devient champion de France universitaire du saut en longueur et du triple saut. Licencié au Stade Français, il est sélectionné à 14 reprises en équipe de France d'athlétisme.
Puis, licencié à la VGA Saint-Maur, il remporte les championnats de France de triple saut en 1967 avec un bond de 15,78 m.
Sélectionné pour les jeux olympiques de Mexico en longueur en 1968, il ne peut y participer, victime d'un grave accident à la réception d'un saut.
Dépité, il quitte la compétition et part s'installer en Nouvelle-Calédonie, son pays d'origine où il participera plusieurs fois aux jeux du Pacifique qu'il remportera à plusieurs occasions.